# Віллі Мітчелл
Віллі Рід Мітчелл (англ. Willie Reid Mitchell; 23 квітня 1977, м. Порт-Макнілл, Канада) — канадський хокеїст, захисник. 
Виступав за «Олбані Рівер-Ретс» (АХЛ), «Нью-Джерсі Девілс», «Міннесота Вайлд», «Даллас Старс», «Ванкувер Канакс», «Лос-Анджелес Кінгс», «Флорида Пантерс»
В чемпіонатах НХЛ — 907 матчів (34+146), у турнірах Кубка Стенлі — 89 матчів (4+12).
У складі національної збірної Канади учасник чемпіонату світу 2004 (9 матчів, 0+0). 
Досягнення
- Володар Кубка Стенлі (2012)
- Чемпіон світу (2004).